# Lijst van spelers van Ferencvárosi TC
Deze lijst omvat voetballers die bij de Hongaarse voetbalclub Ferencvárosi TC spelen of gespeeld hebben. De spelers zijn alfabetisch gerangschikt.

## A
- Flórián Albert
- Leandro de Almeida
- Ignác Amsel
- Bogdan Andone
- Andrezinho
- James Ashmore

## B
- Aleksandar Bajevski
- Laszló Bálint
- Zoltán Balog
- Gábor Balogh
- Tamás Balogh
- László Bartha
- Jozsef Berán
- János Béress
- Elemér Berkessy
- Mihály Bíró, Dani
- Zoltán Blum
- Zsolt Bognár
- Gáspár Borbás
- Csaba Borbely
- Sorin Botis
- László Branikovits
- Ferenc Braun
- László Brettschneider
- Sándor Bródy
- Krisztián Budovinszky
- Márton Bukovi
- Zoltán Bükszegi

## C
- Marius Cheregi
- Sorin Cigan
- Richárd Csepregi
- Gyula Csikos
- Zoltán Csiszár
- Csaba Csizmadia
- Zoltán Csurka
- László Czéh
- Zoltán Czibor

## D
- Jenő Dalnoki
- Vilmos Dan
- Ferenc Deák
- Péter Deszatnik
- Laszló Domonkos
- Attila Dragóner
- József Dzurják

## E
- Zoltán Ebedli
- József Eisenhoffer
- Anthony Elding
- Gábor Erős
- Dénes Eszenyi

## F
- Teslim Fatusi
- Zoltán Fehér
- Gyula Feldmann
- Máté Fenyvesi
- István Ferenczi
- Károly Finta
- Pál Fischer
- László Fitos
- Imre Fodor
- Attila Forrai
- Zoltán Friedemanszky
- Alajos Fritz
- Sándor Fröhlich
- Noel Fülöp
- Károly Furmann

## G
- Héctor Gabriel Morales
- Isidor Gansl
- András Gárdos
- István Géczi
- Zoltán Gera
- Paul Gilly-Goldberger
- Tivadar Gorszky
- József Gregor
- Róbert Grósz
- Géza Gulyás
- Gábor Gyepes
- László Gyetvai

## H
- Justin Haber
- József Háda
- Attila Hajdú
- László Hámori
- János Hanek
- Sándor Havasi
- Marek Heinz
- Géza Henni
- Bence Hermány
- Ádám Holczer
- Dávid Horváth
- Ferenc Horváth
- László Horváth
- János Hrutka
- Rezső Huber
- János Hungler
- Szabolcs Huszti

## J
- Zoltán Jagodics
- Károly Jancsika
- Tibor Jančula
- Zoltán Jovánczai
- Aleksandar Jovic
- György Józsi
- Istvan Juhász
- Junior

## K
- László Kakas
- Géza Kalocsay
- Adem Kapic
- János Karába
- Sándor Károlyi
- Sándor Katona
- Zoltán Kecskés
- József Keller
- Szabolcs Kemenes
- Tibor Kemény
- András Keresztúri
- Károly Kéri
- Béla Kiss
- György Kiss
- Gyula Kiss
- Gyula Kiss
- István Kiszely
- Mats Knoester
- Sándor Kocsis
- Vilmos Kohut
- József Koltai
- Goran Kopunovic
- Lajos Korányi
- Károly Koródy
- Oleg Korol
- Béla Kovács
- István Kovács
- József Kovács
- Attila Kriston
- Lajos Kű
- Ladislav Kubala
- Dávid Kulcsár
- Zoran Kuntić
- Sergey Kuznetsov
- Serhiy Kuznetsov
- Lajos Kvaszta

## L
- Zsolt Laczkó
- Károly Lakat
- Gyula Lázár
- Bojan Lazic
- Miklós Lendvai
- Abdi Liban
- Péter Lipcsei
- Krisztián Lisztes
- Matthew Lowton
- Antal Lyka

## M
- István Magyar
- Ferenc Manglitz
- Béla Maróti
- Győző Martos
- János Máté
- Sándor Mátrai
- János Mátyus
- Balázs Megyeri
- István Megyesi
- József Mészáros
- István Mike
- Emil Miljkovic
- Dejan Milovanovic
- Vasile Miriuta
- Virgil Misidjan
- János Moré
- Jason Morrison
- Béla Mörtel
- József Mucha
- Ferenc Müller

## N
- András Nagy
- Norbert Nagy
- Patrik Nagy
- Sándor Nagy
- Zsolt Nagy
- Eugen Neagoe
- Gyula Nemes
- Igor Nicsenko
- Árpád Nógrádi
- Dezső Novák
- Elek Nyilas
- Bálint Nyilasi
- Tibor Nyilasi

## O
- Gábor Obitz
- Tibor Onhausz
- Andor Ónody
- Pál Orosz
- Péter Országh

## P
- Zsolt Páling
- István Palkovics
- Miklós Páncsics
- Joaquín Pastor Martínez
- Mihály Pataki
- Csaba Patkós
- Mateo Pavlović
- Imre Payer
- Marek Penksa
- Attila Pinte
- Atilla Pintér
- Igor Pisanjuk
- József Pokorny
- Gyula Polgár
- Gábor Pölöskei
- Péter Pölöskey
- Tibor Pomper
- Béla Pósa
- Károly Potemkin
- László Pusztai

## R
- Tibor Rab
- Gyula Rákosi
- Marko Ranilovič
- Vasili Rats
- Izidor Rázsó
- László Répási
- Jordan Robertson
- István Rodenbücher
- Imre Rokken
- Philippe Rommens
- Zoltán Rónay
- Dénes Rósa
- Ferenc Rudas
- Gyula Rumbold

## S
- Justice Sandjon
- József Sándor
- Béla Sárosi
- György Sárosi
- Marius Sasu
- André Schembri
- Imre Schlosser
- Gábor Schneider
- Ernő Schwarz
- Paul Shaw
- Craig Short
- Géza Siflis
- Tibor Simon
- Vilim Sipos
- Tamás Somorjai
- Thomas Sowunmi
- Srdjan Stanic
- Sam Stockley
- Dániel Sváb
- Laszló Szabadi
- Imre Szabics
- Ferenc Szabó
- József Szabó
- Kálmán Szabó
- Tibor Szabó
- Tamás Szalai
- Zsolt Szálkai
- Ferenc Szedlacsik
- Károly Szeitler
- Tamás Szekeres
- Sándor Szenes
- Sándor Szentey
- Attila Szili
- Igor Szkukalek
- István Szőke
- László Szokolai
- Lajos Szűcs
- Lajos Szűcs
- Mihály Szűcs

## T
- Aymen Tahar
- Ákos Takács
- Géza Takács
- József Takács
- Mihály Táncos
- András Telek
- Ignác Tepszics
- Sékou Tidiane
- Krisztián Tímár
- Attila Tököli
- Géza Toldi
- Bence Tóth
- Mihály Tóth
- István Tóth-Potya
- Dániel Tőzsér
- Jack Tuijp
- József Turay
- Đorđe Tutorić

## U
- Milán Udvarácz

## V
- Robert Vagner
- Arsenio Valpoort
- Csaba Vámosi
- Zoltán Varga
- Zoltán Vasas
- Máté Vass
- Balázs Vattai
- Péter Vépi
- Ottó Vincze
- Dragan Vukmir

## W
- Sam Wedgbury
- János Weinber
- Ferenc Weisz
- János Wiener
- Jenő Wiener
- Rafe Wolfe
- Wolry Wolfe
- László Wukovics

## Y
- Men Yang

## Z
- Gábor Zavadszky
- János Zováth
- Gábor Zsiborás
- Norbert Zsivóczky